# Iglesia de San Bartolomé (Nerva)
La iglesia de San Bartolomé es una parroquia situada en el municipio español de Nerva, en la provincia de Huelva, comunidad autónoma de Andalucía. En 2005 fue declarado Bien de Interés Cultural (BIC), con la categoría de conjunto histórico, por la Junta de Andalucía.

## Descripción
Se trata de una iglesia de planta de cruz griega, con una nave central y dos laterales, albergando pequeñas capillas en su interior que se sitúan entre los muros contrafuertes de la misma. Exteriormente, presenta una fachada sencilla, con una composición de la fachada principal de estilo sencillo. Un gran hueco central alberga la puerta principal de la Parroquia, de recercados rectos.
La espadaña es de composición triangular, con dos cuerpos de huecos para las campanas, distribuidas en dos plantas.